# 大久保譲
大久保 譲（おおくぼ ゆずる、1969年 - ）は、日本の英文学者、翻訳家。専攻は近現代イギリス文学・文化史。専修大学文学部教授。

## 人物・来歴
東京大学教養学部卒業、東京大学大学院総合文化研究科中退。埼玉大学准教授をへて、専修大学文学部准教授。

## 著書

### 共編著
- 『文学の言語行為論』（小林康夫,竹森佳史,坂本佳子,根本美作子,番場俊,石光泰夫,竹内孝宏共編著、未来社） 1997
- 『イギリス文学入門 = An Introduction to British Literature』（石塚久郎責任編集、西能史,松本朗,丸山修共編、三修社） 2014

### 翻訳
- 『グノーシスの薔薇』（デヴィッド・マドセン、角川書店） 2004
- 『ヴィーナス・プラスX』（シオドア・スタージョン、国書刊行会、未来の文学） 2005
- 『コミック文体練習』（マット・マドン、国書刊行会） 2006
- 『グーテンベルクからグーグルへ : 文学テキストのデジタル化と編集文献学』（ピーター・シリングスバーグ、明星聖子,神崎正英共訳、慶應義塾大学出版会） 2009
- 『ミュージアムと記憶 : 知識の集積/展示の構造学』（スーザン・A・クレイン編著、伊藤博明監訳、共訳、ありな書房） 2009
- 『ダールグレン』1 - 2（サミュエル・R・ディレイニー、国書刊行会、未来の文学） 2011
- 『卑しい肉体』（イーヴリン・ウォー、新人物往来社、20世紀イギリス小説個性派セレクション5） 2012